# Anuszawan
Anuszawan – wieś w Armenii, w prowincji Szirak. W 2011 roku liczyła 2070 mieszkańców.